# Echinococcus granulosus
L'echinococco (Echinococcus granulosus), agente eziologico dell'echinococcosi cistica, è una tenia che svolge lo stadio di adulto nel cane (ospite definitivo), e lo stadio larvale in diversi mammiferi domestici (bovini, suini, ovini) nei quali si incista. Anche l'uomo può contrarre il parassita.

## Descrizione
Questo parassita misura allo stadio adulto dai 3 ai 9 mm di lunghezza, ed è composto solamente di tre proglottidi, di uno scolice posto alla testa dotato di quattro ventose e di un rostro centrale, posto sulla punta dello scolice, da cui si dipartono dai 28 ai 50 uncini. Le sue uova sono difficilmente distinguibili da quelli di altre specie di tenie e misurano dai 32 ai 36 micrometri.

## Habitat
Esso vive nell'intestino del cane e con lo scolice (il capo) è attaccato alla parete intestinale; in un individuo se ne possono trovare decine.
È formato da scolice (armato), collo e tre proglottidi: una immatura, una matura e una gravida. Le proglottidi vengono rinnovate man mano e quelle gravide si distaccano e vengono eliminate tramite le feci.
Il parassita viene ingerito accidentalmente attraverso alimenti contaminati dalle larve, contenute in capsule che con i succhi gastrici vengono sciolte ed entrano nel sangue a livello dell'intestino. Attraverso il circolo poi si diffondono e vanno a incistarsi in zone vascolarizzate, provocando cisti idatidee. Le cisti più comuni si sviluppano nel fegato e nei polmoni, arrivando anche ad avere le dimensioni di un feto, se si incistano nella cavità addominale. All'interno delle cisti si formano numerosi protoscolici, da cui si svilupperanno nuovi parassiti. Il ciclo si completa quando il cane ingerisce cisti presenti nella carne e nelle frattaglie di animali infetti.
Le cisti possono essere rimosse tramite asportazione chirurgica o svuotate per via percutanea. Il liquido contenuto, allergenico, può entrare accidentalmente in contatto con l'ospite per rottura della cisti e causare reazioni allergiche anche mortali. La parassitosi si può trovare anche nei Paesi sviluppati, ma è più comune nei Paesi dediti alla pastorizia. Le misure preventive più semplici da osservare sono l'igiene nel contatto con i cani e di non somministrare a questi frattaglie o carne cruda o poco cotta.

## Agente patogeno
Anche se normalmente la fase larvale di questo parassita colpisce gli animali, è possibile che esso scelga come ospite intermedio un essere umano, e causa echinococcosi cistica, solitamente asintomatica ma con il passare del tempo, la pressione della cisti sui tessuti o sulle ossa può comportare lesioni o la loro rottura, con conseguenze che vanno dalla cecità, alle fratture, fino alla morte per shock anafilattico.

## Echinococco in Italia
Questo parassita è legato principalmente agli allevamenti tradizionali e alla pastorizia. Questi tipi di allevamenti vedono coinvolti l'ospite definitivo (il cane) e gli ospiti intermedi (bovini, ovini, caprini, suini, equini e talvolta l'uomo). La sua presenza è endemica in regioni come la Sardegna, la Sicilia e la maggior parte delle regioni del centro-sud. Dei casi umani di echinococcosi cistica si fanno soltanto stime, non essendo obbligatoria la denuncia da parte dei servizi sanitari. L'ispezione al macello prevede la distruzione dei visceri parassitati (obbligatoria per legge).